# Burnaby-Deer Lake (circonscription britanno-colombienne)
Pour les articles homonymes, voir Burnaby (homonymie) et Deer Lake.
Circonscription électorale provinciale du Canada
Burnaby-Deer Lake est une ancienne circonscription provinciale de la Colombie-Britannique représentée à l'Assemblée législative de la Colombie-Britannique de 2009 à 2024.

## Géographie
En 2020, la circonscription représente une partie de la ville de Burnaby, incluant le Deer Lake (en).

## Liste des députés
| Législature                                                                               | Années                                                                           | Député                                                                           | Député                                                                           | Parti                                                                            |
| Burnaby-Deer Lake Circonscription issue de Burnaby-Edmonds et Burnaby-Willingdon          | Burnaby-Deer Lake Circonscription issue de Burnaby-Edmonds et Burnaby-Willingdon | Burnaby-Deer Lake Circonscription issue de Burnaby-Edmonds et Burnaby-Willingdon | Burnaby-Deer Lake Circonscription issue de Burnaby-Edmonds et Burnaby-Willingdon | Burnaby-Deer Lake Circonscription issue de Burnaby-Edmonds et Burnaby-Willingdon |
| ----------------------------------------------------------------------------------------- | -------------------------------------------------------------------------------- | -------------------------------------------------------------------------------- | -------------------------------------------------------------------------------- | -------------------------------------------------------------------------------- |
| 39e                                                                                       | 2009–2013                                                                        |                                                                                  | Kathy Corrigan                                                                   | Néo-démocrate                                                                    |
| 40e                                                                                       | 2013–2017                                                                        |                                                                                  | Kathy Corrigan                                                                   | Néo-démocrate                                                                    |
| 41e                                                                                       | 2017–2020                                                                        |                                                                                  | Anne Kang                                                                        | Néo-démocrate                                                                    |
| 42e                                                                                       | 2020–2024                                                                        |                                                                                  | Anne Kang                                                                        | Néo-démocrate                                                                    |
| Circonscription abolie, voir Burnaby-Edmonds et Burnaby Centre et Burnaby South-Metrotown |                                                                                  |                                                                                  |                                                                                  |                                                                                  |